# Bad Ischler Salzberg
Der Bad Ischler Salzberg ist ein Salzbergwerk im Gemeindegebiet von Bad Ischl im oberösterreichischen Salzkammergut.

## Geographie
Ischler Salzberg bezeichnet nicht einen konkreten Berg, sondern – im Sinne des bergmännischen Ausdrucks Berg/Gebirge für das Muttergestein im Untergrund – ein Vorkommen respektive Bergbaurevier. Dieses liegt direkt südöstlich von Bad Ischl in den westlichen Vorbergen des Toten Gebirges. Es umfasst den Raum des Sulzbachs und wird im Osten vom [Hohen] Rosenkogel (1359 m ü. A.), im Süden von der Zwerchwand (ca. 1320 m ü. A.), im Westen vom Kufberg (918 m ü. A.) und im Norden vom Mitterberg (1062 m ü. A.) umrahmt. Der Abbau selbst wurde von alters her vom oberen Radgrabenbach vorangetrieben, dort liegt die heutige Ischler Ortschaft Salzberg. Daneben gibt es einen jüngeren Anstich (Erbstollen) direkt in der Talung der Traun südlich Engleithen, am Westfuß des Kufbergs. Deshalb findet sich die Bezeichnung „Ischler Salzberg“ auch für diesen ganzen Raum der niedrigen Berge zwischen Hoher Schrott, Sandling und dem Goiserer Becken.
Die beiden heutigen Soleleitungen nach Bad Ischl, von Hallstatt und von Altaussee (beide heute weiter nach Ebensee), passieren diesen Raum westlich im Trauntal respektive östlich im Rettenbachtal.

## Geologie
Der Ischler Salzberg gilt als Typlokalität für die dort neu entdeckten Minerale Blödit, Görgeyit, Löweit und Polyhalit. Insgesamt wurden hier bisher (Stand: 2013) rund 20 Minerale bzw. ihre Varietäten gefunden, so neben den hauptsächlich bekannten Evaporiten Anhydrit, Gips und Halit unter anderem noch Coelestin, Epsomit und Hexahydrit (Bittersalze), Glauberit, Kainit und Schwefel.
Wissenschaftler entdeckten in permischen Steinsalzproben extremophile, halophile Mikroorganismen.

## Baugeschichte

### Wirtschaftliche Ausgangslage
Die Ausdehnung des Gmundner Salzhandels auf die Länder der böhmischen Krone während der ersten Hälfte des 16. Jahrhunderts erforderte eine entsprechende Vermehrung der Salzproduktion, die von der Hallstätter Pfanne allein nicht mehr bewältigt werden konnte. Nachdem das Salzamt 1562 Kenntnis von sauren Lacken (Pfützen) in der Nähe Ischls erlangt hatte, wurde 1563 südlich von Perneck der Mitterberg-Stollen als erster Aufschlag am Ischler Salzberg eröffnet. Acht Jahre später konnte in Ischl erstmals Sole versiedet werden.

### Bergwerk

#### Perneck

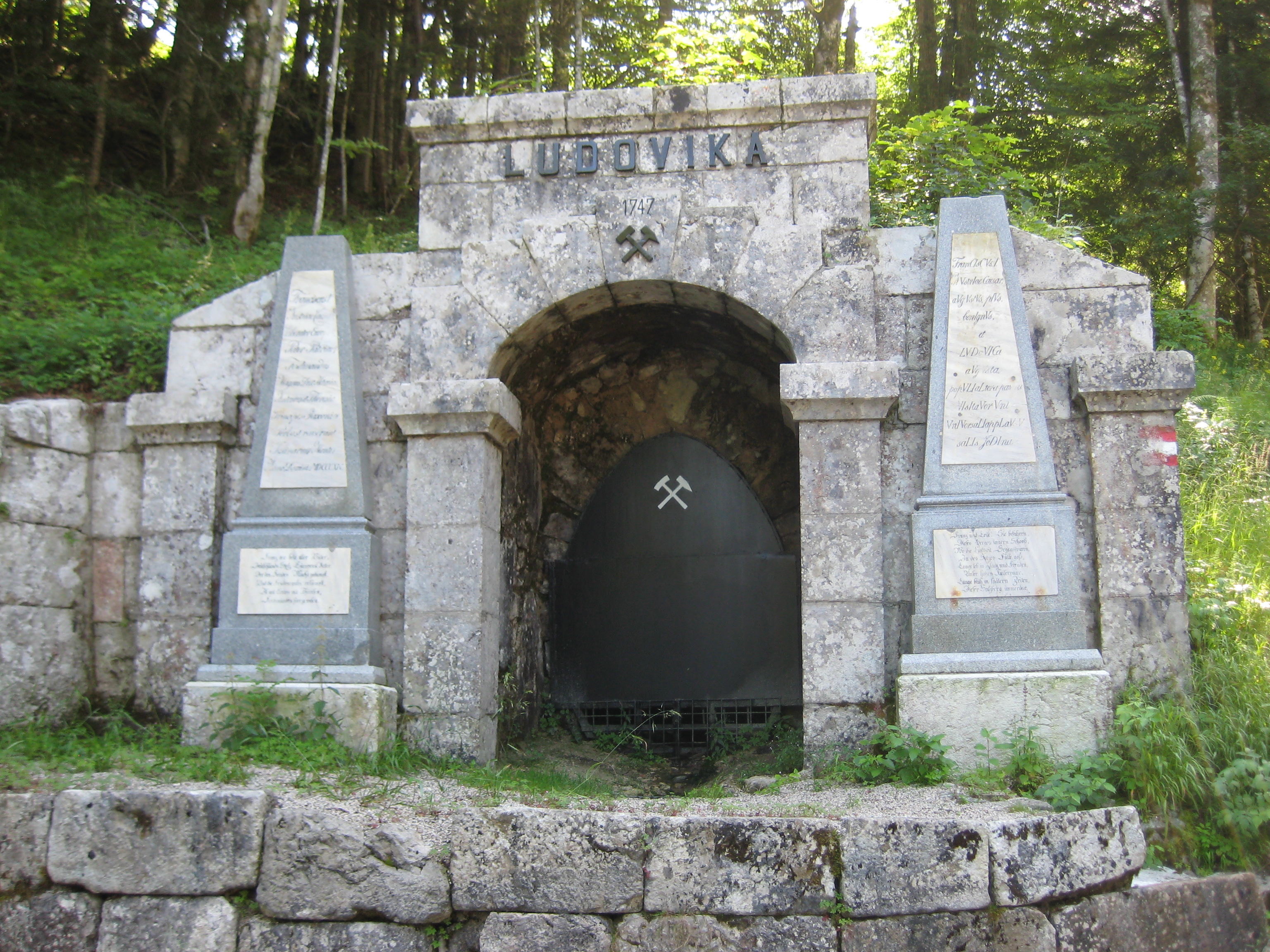
Ludovika-Stollen (2014)

In den oberen acht Horizonten des Ischler Salzbergs blieb das Abbaufeld mit nur wenigen hundert Metern Länge und etwa sechzig Metern Breite verhältnismäßig klein, wobei jedes Mal eine Hauptschachtricht von 500 bis 700 m Länge zumeist im Kalkgestein vorgetrieben werden musste. Erst unterhalb des 1747 eröffneten Ludovika-Stollens erweitert sich das Salzlager zusehends. Der noch tiefer angelegte Maria-Theresia-Stollen wurde 1775 in Bau genommen. Dabei erlaubte das anstehende harte Kalkgestein lediglich einen durchschnittlichen Jahresvorgriff von 18 Stabel, das waren 21,50 m, was einem Tagesvorgriff von ungefähr zehn Zentimetern entsprach. Zur Förderung des sogenannten Werklaists, der Tonminerale im Haselgebirge, wurde in der Maria-Theresia-Hauptschachtricht 1841 eine Förderbahn mit einer Spurweite von 606 mm gelegt. Die gefüllten Wagen rollten selbsttätig aus dem Stollen, während die leeren Hunte von einem Arbeiter einwärts geschoben werden konnten.
Am Ischler Salzberg war bereits zu Beginn des 19. Jahrhunderts absehbar, dass die untere Abbaugrenze allmählich den Pernecker Talboden erreichen und damit kein weiterer Einbau mehr möglich sein wird. Als Lösung dieses Problems wurde bereits 1807 vorgeschlagen, die bestehenden Horizonte vom 180 m tiefer gelegenen Trauntal her zu unterfahren, was aber in Anbetracht der Schwierigkeiten des langen Streckenvortriebs zunächst noch unterblieb.
Eine ab dem Jahr 1868 vorgenommene Sondierung bewies eine Tiefenerstreckung des Salzlagers von weiteren 344 m und war 1890 für die endgültige Entscheidung für den Unterfahrungsbau ausschlaggebend.

#### Erbstollen Sulzbach
Von der Ortschaft Sulzbach wurde schließlich 1895 der Erbstollen angeschlagen und nach der Durchfahrung einer 3,1 km langen Strecke 1906 die Verbindung mit den alten Pernecker Bauen durch den Distlerschacht hergestellt, der zur Wasser- und Soleleitung sowie zur Wetterführung dient. Damit wurde der Raum für fünf blinde Zwischenhorizonte geschaffen, die keine Tagausfahrt besitzen und nur innerhalb des Haselgebirges aufgefahren sind.
Der 1916 in Angriff genommene Weiterbau des Erbstollens in das 16 km unter Tage entfernte Ausseer Salzlager wurde bei Stollenmeter 3.672 aufgrund eines Wassereinbruchs eingestellt.
Der Bergbaubetrieb in Perneck, wo im 19. Jahrhundert über 260 Mann beschäftigt waren, wurde mit der Unterfahrung und Verbindung zum Kaiser-Franz-Joseph-Erbstollen in Lauffen 1906 obsolet. Die über dem Maria-Theresia-Horizont noch in Abbau befindlichen Stollen wurden 1930 aufgelassen, nur der Amalia-Stollen wurde zwecks Ableitung der Raubwässer offengehalten.

#### Sulzbachfelder
In den Jahren 1965 und 1966 wurde auf den nahe gelegenen Sulzbachfeldern an der Traun eine durch Sonden von über Tage aussolbare Lagerstätte aufgeschlossen, die in einer Teufe zwischen 500 m bis 300 m unter der Talsohle liegt und seit 1967 genutzt wird. Bei diesem neuartigen Solegewinnungsverfahren wird in das Bohrloch eine koaxiale Verrohrung eingebracht, wobei durch das Innenrohr Wasser nach unten gepresst wird und im Ringraum zwischen Außen- und Innenrohr die Sole zu Tage steigt. Dieses personalsparende Abbauverfahren wird in den nächsten Jahren aller Voraussicht nach den bergmännischen Abbau vollständig verdrängen. Damit gehen im ohnehin strukturschwachen Salzkammergut nicht nur weitere Industriearbeitsplätze verloren, sondern mit ihnen auch eine jahrhundertealte Bergbaukultur zu Ende.

### Knappenunterkünfte
Bis zur Mitte des 20. Jahrhunderts war in den Bergbaubetrieben der österreichischen Salinen das Personal in unmittelbarer Nähe der Stollenmundlöcher kaserniert. Am Ende der Arbeitswoche, dem Abgang, wurden die Berghäuser verlassen, und die Knappen stiegen ins Tal. Unter der Leitung des Amtsbaumeisters Johann Georg Panzenberger wurde 1776 mit dem Bau des Berghauses am Josef-Stollen, 1777 mit dem Bau des Berghauses und der Bergschmiede beim Maria-Theresia-Stollen begonnen. Nach deren Fertigstellung im Jahr 1778 wurden die beiden alten Knappenhäuser am Frauenholz-Stollen beziehungsweise am Elisabeth-Stollen abgetragen. Der weitgehende Umbau der Bergschmiede und Berghauses beim Maria-Theresia-Stollen erfolgte zwischen 1843 und 1845 nach Plänen des Salinenzeichners Drexler.

### Mundloch Erbstollen
Der Entwurf des Stollenportals von Bergrat Karl Balz Edler von Balzberg nimmt formal und gestisch das Motiv antiker Gedenkbögen auf, die in Rom für denkwürdige Ereignisse errichtet wurden, die mit der Person des herrschenden Kaisers zusammenhingen.
Beachtet man den Umstand, dass Kaiser Franz Joseph I. höchstpersönlich im 50. Jahr seiner Regierung den Erbstollen eröffnete, wird die gestalterische Intention dieses Monuments verständlich.
Die Rezeption der imperialen Vorbilder ist augenfällig. Verschiedene Hilfsmittel finden Anwendung, wie die dekorative Ädikula mit einer doppelten Säulenstellung, die verfeinerte Wandoberfläche und die Tiefengliederung der Vertikalfront von Durchgang und Attika in Übereinstimmung mit den hauptsächlich vertikalen Architekturgliedern.
Die nur noch unvollständig erhaltenen skulptierten Bronzeplatten in der Architravzone und oberhalb des Tagkranzes fügen sich in das gestalterische Programm ein, der Name des Kaisers ist aus der Capitalis gesetzt, die Jahreszahl römisch, und die Bergmannszeichen Schlägel und Eisen sind in Lorbeer eingefasst.
Das Portal des Mundlochs ist aus maßrechtem Quadermauerwerk aus Karbacher Marmor gefügt und über 10 m hoch. Der Stollen ist in Rechteckform ausgefahren, bei einer Breite von 2,5 m und einer Höhe von 2,3 m ergibt sich eine Profilfläche von 5,75 m2.

### Schaubergwerk
Das Salzbergwerk stellte für die Ischler Kurgäste bereits Mitte des 19. Jahrhunderts eine Sehenswürdigkeit dar und wurde daher häufig besucht. Damals war die Grubenbefahrung durch Fremde unentgeltlich, da es „weder schicklich noch mit der Würde der Staatsverwaltung verträglich wäre, für die Besichtigung bestimmte Taxen einzuheben“. Am Ende der 1990er Jahre wurde die touristische Nutzung des Bergwerks, die Fremdenbefahrung, eingestellt.